# اسکناس دوهزار ریالی ایران
اسکناس ۲٬۰۰۰ ریالی اسکناس‌هایی است باارزش ۲۰۰۰ ریال در آخرین سری آن
در جلو منقش به تصویر سید روح‌الله خمینی و در پشت منقش به تصویر کعبه است.

## ویژگی‌های کاغذ
جنس کاغذ: ۱۰۰٪ پنبه
واترمارک: در سری اول تصویر حسین فهمیده و در حال حاضر پرتره سید روح‌الله خمینی که در سمت چپ اسکناس قابل مشاهده است.
نخ امنیتی: از نوع پلی‌استر با عرض یک میلیمتر با نوشته بانک مرکزی جمهوری اسلامی ایران که در مقابل تابش اشعه ماوراء بنفش به رنگ آبی، زرد و قرمز نمایان خواهد شد.
الیاف نامرئی فلورسنت: استفاده از الیاف نامرئی فلورسنت در خمیره کاغذ به رنگ‌های سبز، آبی، قرمز و زرد در رو و پشت اسکناس که مقابل تابش اشعه ماوراء بنفش قابل رؤیت است.
نشانه برجسته برای تشخیص نابینایان :در سمت چپ گوشه پایین دو نقطه به صورت برجسته برای سهولت شناسایی این اسکناس توسط نابینایان در نظر گرفته شده است.

## مشخصات رو و پشت اسکناس
روی اسکناس تصویری از پرتره سید روح‌الله خمینی در سمت چپ قابل مشاهده است و پشت آن تصویری از کعبه.